# اکسی تتراسایکلین
اکسی تتراسایکلین (به انگلیسی: Oxytetracycline)
نام تجارتی : Oxymycin
رده درمانی: پادزیست (آنتی بیوتیک).
رده فارماکولوژیک: تتراسایکلین
اشکال دارویی: کپسول ۲۵۰ میلی گرمی، آمپول عضلانی ۲۵۰ میلی گرم در ۲ سی سی و ویال تزریقی ۵۰۰ میلی گرم در ویال
این دارو در آخرین بازبینی فارماکوپه ایران، توسط شورای بررسی و تدوین داروهای ایران، از فهرست داروهای ژنریک حذف گردیده‌است.

## مکانیسم اثر
اکسی تتراسایکلین مانند تمامی اعضای گروه تتراسایکلین از طریق اتصال به واحد ۳۰s ریبوزوم و از طریق مهار سنتز پروتئین باکتری اثر می‌کند. بنابراین این دارو طبیعتاً باکتریواستاتیک است.

## موارد مصرف
۱- درمان عفونت‌های ناشی از میکروارگانیسم‌های حساس.
۲- درمان بروسلوز
۳- درمان سوزاک در بیماران حساس به پنی سیلین

## طریقه مصرف
- در عفونت‌های ناشی از میکروارگانیسم‌های حساس:

بالغین: ۲۵۰ میلی گرم، به صورت خوراکی، چهار بار در روز یا ۲۵۰ میلی گرم به صورت تزریق عضلانی در دوز واحد تجویز می‌شود.
کودکان بزرگتر از ۸ سال: روزانه ۲۵ تا ۵۰ میلی‌گرم به ازای هر کیلوگرم وزن بدن به صورت خوراکی، منقسم در چهار دوز یا روزانه ۱۰ تا ۲۰ میلی گرم به ازای هر کیلوگرم وزن بدن به صورت داخل وریدی، منقسم برای دو دوز یا هر ۱۲ ساعت.
- در بروسلوز:

بالغین: ۵۰۰ میلی گرم، از راه خوراکی، چهار بار در روز، به مدت سه هفته، همراه با استرپتومایسین با دوز ۱ گرم عضلانی، هر ۱۲ ساعت برای هفته اول و یک بار در روز برای هفته دوم تجویز می‌شود.
- در سوزاک بیماران حساس به پنی سیلین:

بالغین: ابتدا ۱٫۵ گرم خوراکی، سپس ۵۰۰ میلی گرم به صورت خوراکی چهار بار در روز.

## موارد منع مصرف
- جهت موارد منع مصرف لطفاً به داروی داکسی سایکلین مراجعه فرمائید.

## عوارض جانبی
- جهت عوارض جانبی لطفاً به داروی داکسی سایکلین مراجعه فرمائید.